# Франц Шимкунас
Франц Шимкунас е съветски футболист, вратар. Най-известен с изявите си за отборите на ОППВ Москва и Динамо Москва през 20-те години на XX век. Участва като доброволец във Втората световна война.

## Биография
Започва да играе в отбора на Спарта Митиши през 1917 г. След това кариерата му преминава през Мамонтовка и КФС, като с КФС е шампион на Москва през 1919 г. През 1921 г. става част от тима на ОЛЛС. През 1922 г. печели Шампионата на Москва и купата на КФС Коломяги. Шимкунас е смятан за един от най-добрите вратари в първите години на СССР. Според Константин Жибоедов Шимкунас успешно се занимава и с борба.
През 1927 г. става част от Динамо Москва, като записва 4 мача за „синьо-белите“, в които допуска 7 гола.
Има мачове за сборния отбор на Москва между 1918 и 1923 г.
След края на кариерата си е детски треньор в Алма-Ата. Между 1942 и 1944 г. е добворолец в Червената армия и участва във Втората световна война в 16-а Литовска стрелкова дивизия. След края на войната е директор на детски дом в Литовска ССР. Женен, има 5 деца.